# Christos Kapralos

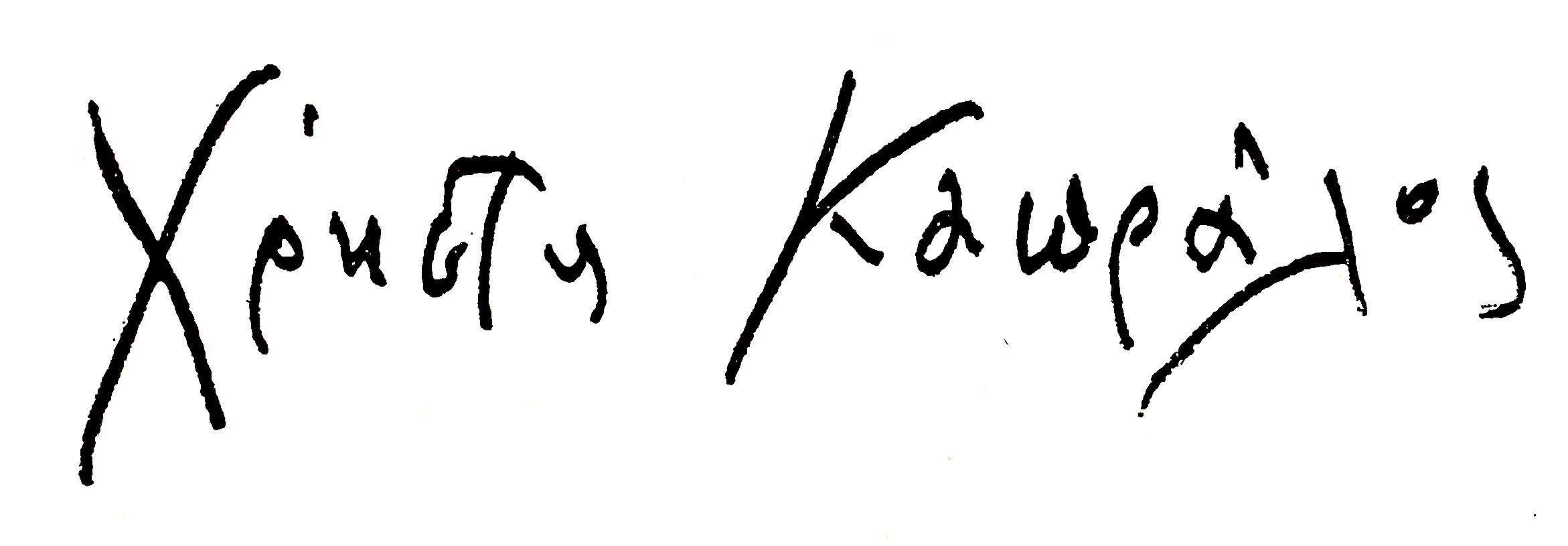
Signatur

Christos Kapralos (griechisch Χρήστος Καπράλος, * 16. November 1909 in Panaitolion; † 20. Januar 1993 in Athen) war ein griechischer Bildhauer der Moderne.

## Leben
Kapralos wurde als Sohn einer Bauernfamilie im aitoloakarnanischen Ort Panaitolion in Westgriechenland geboren. Er studierte 1928 bis 1934 Malerei an der Hochschule der Bildenden Künste Athen als Student von Oumbertos Argyros. Dank eines Stipendiums bei den Gebrüdern Papastratos ging er 1934 nach Paris und studierte bei dem Bildhauer Marcel Gimond, dessen Assistent er in der Académie de la Grande Chaumière und der Académie Colarossi war. In Paris stellt er 1936 erstmals Zeichnungen und Entwürfe aus.
1940 kehrte er in seinen Geburtsort zurück und arbeitete dort für die nächsten sechs Jahre. 1946 ging er nach Athen und zeigt dort in der Galerie „Parnassos“ eine erste Werkschau, zu dessen Anlass eine Monographie von Alexandre Xydis erscheint. Eine zweite Ausstellung 1950 war seinem keramischen Werk gewidmet. In Zusammenarbeit mit der Zeitschrift „Vima“ zeigte er 1953 eine Ausstellung „Objets-Trouvés“ mit Steinfunden aus dem Meer. 1957 fand eine zweite Ausstellung des plastischen Werkes statt, die von der Athener Elektrizitätsgesellschaft veranstaltet wurde, die ihrerseits die Möglichkeit der Beleuchtung von Skulpturen zeigte. In der Folge fand sein Werk den Eingang in Sammlungen im In- und Ausland.
Auf der 31. Biennale di Venezia zeigte er als einziger griechischer Teilnehmer seine Bronzen. Dieser ersten Ausstellung seiner Werke im Ausland folgten Ausstellungen in Europa und Amerika. In Deutschland wurden seine Arbeiten erstmals 1964 in der Fränkischen Galerie am Marientor in Nürnberg gezeigt. Neben seinem Atelier in Athen unterhielt er ab 1963 ein Atelier auf Ägina.  In den 1960er Jahren schuf er für den Architekten Aris Konstantinidis Plastiken für die Ausstattung von Xenia-Hotels und Motels, die im Auftrag des griechischen Fremdenverkehrsamtes (EOT) gebaut wurden.
Sein ehemaliges Atelier in Ägina wird seit 1995 als Kapralos-Museum Ägina betrieben. 2006 wurde es zu einer Außenstelle der Nationalgalerie Athen.

## Werk
Seine Werke schuf Kapralos hauptsächlich in Bronze und Marmor, aber auch aus Stein und Holz. Zentrales Thema seiner Kunst war der Mensch, mit Inspirationen aus der antiken Kunst und Mythologie. Zu seinen bekanntesten Werken zählt ein Fries zur sogenannten Schlacht von Pindos im Zweiten Weltkrieg, als griechische Truppen die italienische Armee besiegten. Dieser Fries befindet sich heute im griechischen Parlament. Er schuf auch Werke mit Bezug zum griechischen Bürgerkrieg.

## Ausstellungen
- 28. Mai – 21. Juni 1964, Fränkische Galerie am Marientor Nürnberg (Doppelausstellung mit Jannis Spyropoulos)[4]

## Auszeichnungen
- Gottfried-von-Herder-Preis 1988